# Kronenwinder
Ein Kronenwinder ist ein Hilfswerkzeug, das der Feinmechanik zugerechnet wird und für den Aufzug mechanischer Armbanduhren mit Handaufzugswerk eingesetzt wird. Bei derartigen Uhren kann es der Fall sein, dass beim Handaufzug über einen längeren Zeitraum Gehäuse und Krone durch Abrieb in Mitleidenschaft gezogen werden. Zudem weisen insbesondere ältere Uhren bisweilen relativ kleine und dadurch schlecht greifbare Kronen auf. Beiden Problematiken wird durch die Verwendung eines Kronenwinders begegnet.
Ein Kronenwinder  ist zumeist aus Metall, seltener aus Kunststoff gefertigt, hat eine tubusartige Form und umschließt mittels eines Federmechanismus die Krone durch einen ringförmigen Greifer. Durch Drehen um die Längsachse kann so der Aufzug des Uhrwerkes komfortabler und materialschonender gehandhabt werden.